# Eduard Prinz von Anhalt

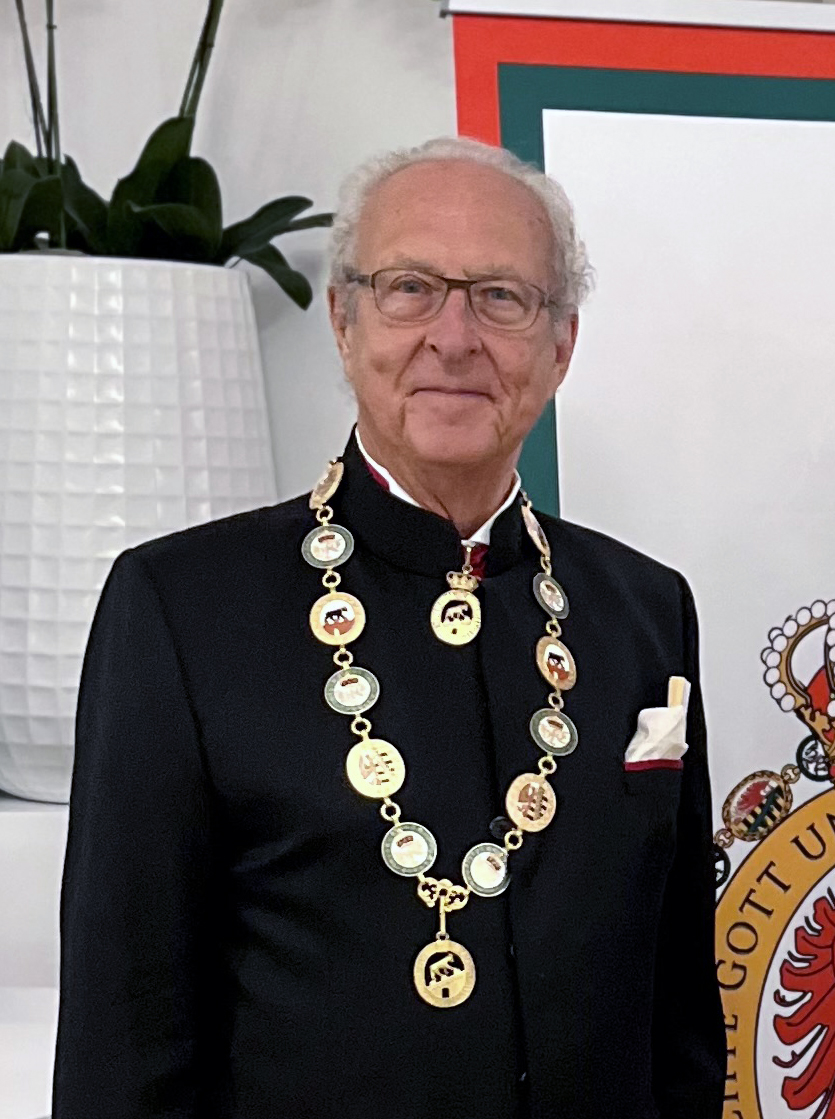
Eduard Prinz von Anhalt (2023)

Julius Eduard Erdmann Ernst-August Prinz von Anhalt (* 3. Dezember 1941 in Ballenstedt) ist ein deutscher Journalist, Fernsehmoderator und Buchautor sowie das Familienoberhaupt der Askanier. 

## Biografie
Eduard Prinz von Anhalt ist der jüngste Sohn Joachim Ernsts von Anhalt, des letzten Herzogs von Anhalt, und dessen zweiter Ehefrau Edith Charlotte Wilhelmine „Edda“, geborene Marwitz, adoptierte von Stephani, geschiedene Edle von Rogister (1905–1986). Aus der Ehe des Herzogs und seiner Frau gingen die fünf Kinder Marie Antoinette, Anna Luise, Leopold Friedrich Franz, Edda und Eduard hervor. Eduard wurde 1963 nach dem Unfalltod seines älteren Bruders Friedrich  Chef der Askanier. Sein Geburts- und Elternhaus ist Schloss Ballenstedt, das heute der Stadt Ballenstedt gehört.
Nach der Flucht aus der sowjetischen Besatzungszone lebte die Familie bis 1951 im evangelischen Damenstift Ebstorf in der Lüneburger Heide und zog danach nach Garmisch-Partenkirchen. Nach der Mittleren Reife und der Absolvierung des Grundwehrdienstes bei der Bundeswehr besuchte Eduard Prinz von Anhalt eine Handels- und Sprachenschule in Málaga. Nach mehrjährigem Aufenthalt in Spanien ging er 1964 in die USA und betätigte sich im Bereich Public Relations und Werbung. Er kehrte 1967 nach Deutschland zurück und absolvierte Volontariate bei der Deutschen Bank in München und beim Handelshaus Klöckner & Co in Regensburg und Duisburg.

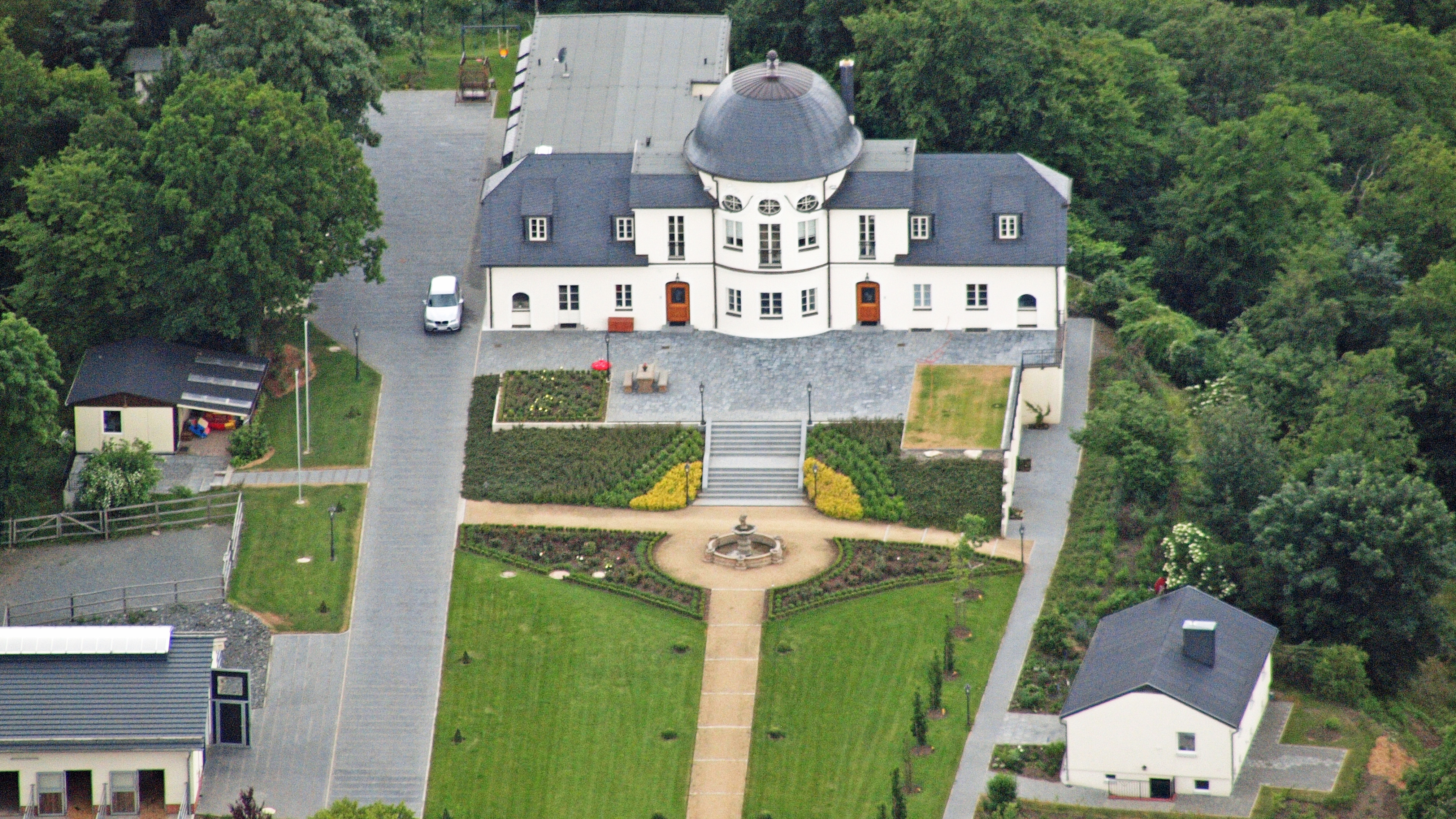
Zeitweiliger Besitz von Eduard Prinz von Anhalt, das Jagdschloss Röhrkopf bei Ballenstedt (2013)

Nach der deutschen Wiedervereinigung von 1990 versuchte er längere Zeit, Familienvermögen wiederzuerlangen, das nach dem Zweiten Weltkrieg in Sachsen-Anhalt beschlagnahmt worden war. Auch nahm er als Kandidat der rechtskonservativen Kleinpartei Deutsche Soziale Union (DSU) an der Landtagswahl in Sachsen-Anhalt 1990 im Wahlkreis Dessau teil, verfehlte jedoch mit 12,5 Prozent der abgegebenen Stimmen ein Abgeordnetenmandat im Landtag von Sachsen-Anhalt. Das nahe Schloss Ballenstedt gelegene – von ihm im Jahre 2000 für knapp 400.000 DM von der Bundesanstalt für vereinigungsbedingte Sonderaufgaben zurückgekaufte  – Jagdschloss Röhrkopf veräußerte er 2013 wieder.
Bekannt wurde Prinz von Anhalt als Gesellschaftsjournalist und Kolumnist für zahlreiche deutsche Magazine wie Frau im Spiegel sowie als Gast in Talkshows wie zum Beispiel Riverboat, nachtstudio (ZDF) und 3 nach 9. Außerdem moderierte er Fernsehbeiträge für verschiedene Sender, darunter bei RTL die Sendung Adel verpflichtet. 2011 kommentierte er für RTL die Liveübertragung der Hochzeit von Prinz William und Catherine Middleton sowie 2013 für das ZDF den Thronwechsel in den Niederlanden.
Nach dem Tod von Jörg Brena im Jahr 2011 und von Armin Prinz zur Lippe im Jahr 2015 ist Eduard Prinz von Anhalt der einzige noch lebende Sohn eines ehemaligen deutschen Bundesfürsten. Der Namensträger Frédéric von Anhalt wird vom Familienoberhaupt der Askanier nicht als Teil der Familie betrachtet.

## Familie
Aus einer 1980 geschlossenen Ehe gingen drei Töchter hervor; die Ehe wurde  2015 geschieden.
2010 änderte Eduard Prinz von Anhalt das familieninterne Hausgesetz dahingehend, dass auch weibliche Familienmitglieder „Chefin des Hauses“ werden können, und machte damit seine älteste Tochter Julia Katharina zur Anwärterin auf diese Stellung.

## Ehrenämter
Eduard Prinz von Anhalt ist Schirmherr des Anhaltischen Traditions-Schützenbundes in Wörlitz und Großmeister des Askanischen Hausordens Albrecht der Bär. Er war Präsident des Vereins Deutsche Lebensbrücke e. V. in München sowie Mitglied des Board des Almanach de Gotha in London. 2021 übernahm er die Schirmherrschaft für das SOS-Kinderdorf in Bernburg.

## Auszeichnungen (Auswahl)
- Friedensbaum-Gedenkmedaille (englisch: Memorial Medal of Tree of Peace), Sonderklasse mit Rubinen, der slowakischen NGO Servare et Manere.[16]

## Werke
- Askanische Sagen. Über die Entstehung der Deutschen. München 1978.
- Sagenhaftes Askanien, Geschichten und Legenden. Langen/Müller, München 2004, ISBN 978-3-7844-2974-8.
- Das verfluchte Jahrhundert – Eine Dynastie am Abgrund. Langen/Müller, München 2021, ISBN 978-3-7844-3605-0
- Das Haus Anhalt-Askanien. von Thomas Gehrlein, Börde-Verlag Werl 2022, ISBN 978-3-9818119-1-9.